# Saribus rotundifolius
Saribus rotundifolius (Lam.) Blume è una palma diffusa nelle foreste tropicali del Sud-est asiatico insulare.

## Descrizione
È una palma ermafrodita che può crescere sino a 45 m di altezza.

## Distribuzione e habitat
La specie è nativa di Molucche, Borneo, Sulawesi, Nuova Guinea  e Filippine.

## Coltivazione
Questa palma raggiunge in natura dimensioni ragguardevoli, ma il suo lento sviluppo ne consente la coltivazione in vaso come pianta ornamentale.
Le giovani palme in commercio hanno di solito 2/3 anni e belle foglie a ventaglio.
Necessitano durante l'inverno di una posizione riparata e tollerano abbastanza bene l'aria secca dovuta al riscaldamento, se le innaffiature non verranno a scarseggiare. 
Esemplari adulti tollerano brevi periodi di gelo ed è possibile coltivarle all'aperto sulla costa mediterranea.